# Tanagra-Figur

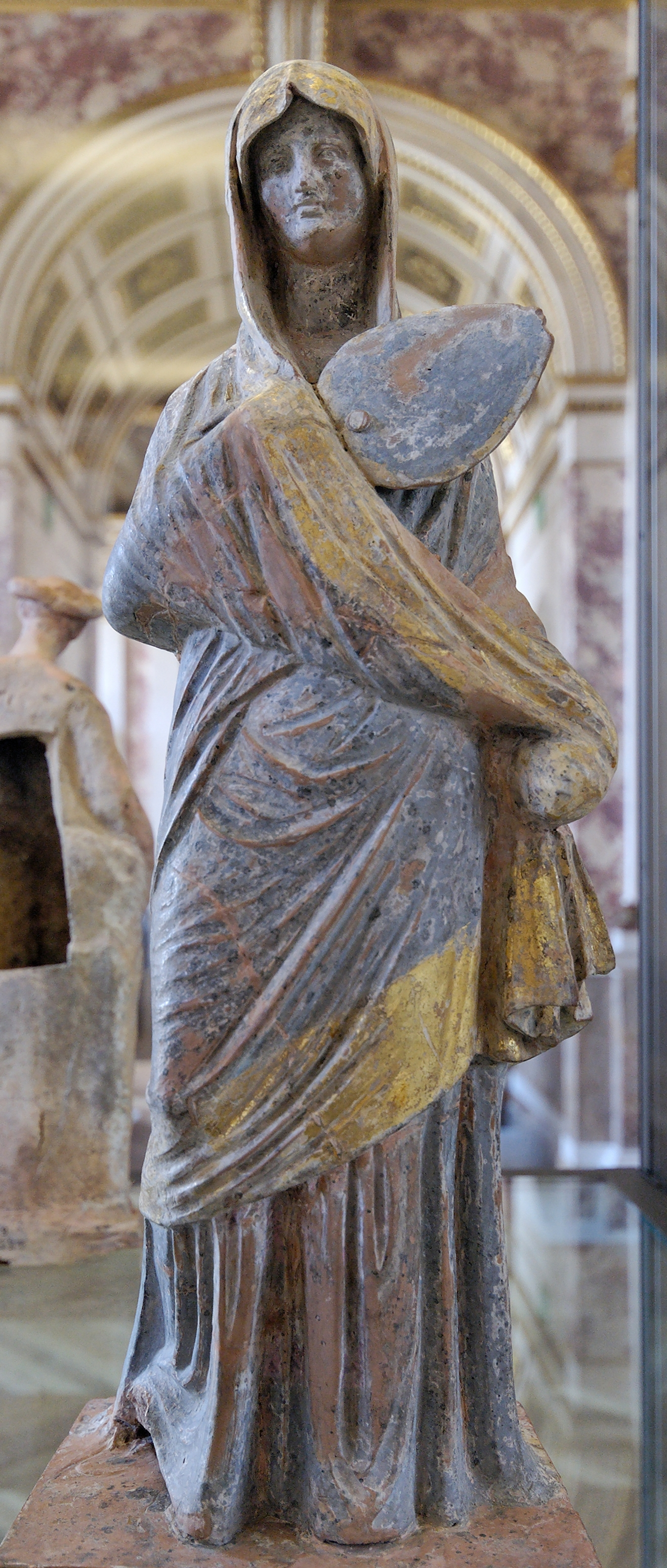
„Dame in Blau“ mit Fächer und verhülltem Haar, Louvre, Paris, ca. 330–300 v. Chr.

Als Tanagra-Figuren werden antike aus Terrakotta geformte und gebrannte Frauenfiguren in sitzender oder stehender Haltung von 15 bis 35 cm Höhe aus der böotischen Stadt Tanagra in Zentralgriechenland bezeichnet. Die Koroplastiken dienten als Grabbeigaben und Glücksbringer.

## Geschichte
Vereinzelte Terrakottamädchenfiguren dieser Art (Koren von altgriechisch: αἱ κόραι „die Mädchen“) waren aus Ausgrabungen an anderen Orten bereits bekannt, archäologisch jedoch kaum beachtet. Das Interesse von Archäologie und Kunstmarkt wurde erst 1874 und danach erweckt, nachdem ein Landwirt beim Pflügen seines Feldes ein Gräberfeld der Totenstadt von Tanagra entdeckte und eine beträchtliche Menge dieser gut erhaltenen Terrakottafiguren entdeckt wurde. Im selben Jahr erschien auch eine Erstveröffentlichung darüber. Die Miniaturfiguren erhielten seitdem ihren Namen nach ihrem Fundort Tanagra, einer kleinen antiken Stadt in der Tallandschaft des Asopos in Ostböotien (Griechenland), heute eine Ruinenstätte 40 km nordnordwestlich von Athen und 25 km östlich von Theben. Im 4. und 3. Jahrhundert v. Chr. waren die Figuren bei den Griechen sehr beliebt und im hellenistischen Kulturraum durch Export stark verbreitet. Es gab zudem aufgrund ihrer Beliebtheit weitere Produktionsstätten, so in Alexandria, Tarent und Myrina. Die Ursprünge der Figuren gehen mindestens bis in das 5. Jahrhundert v. Chr. zurück. Indiz dafür ist die böotische Dichterin Korinna, die in dieser Zeit ein Loblied in böotischer Sprache auf die Frauen von Tanagra, ihrer Heimatstadt, verfasste:
| „ἐπί με Τερψιχόρα [καλῖ καλὰ Ϝεροῖ' ἀισομ[έναν Ταναγρίδεσσι λε[υκοπέπλυς· μέγα δ' ἐμῆς γέγ[αθε πόλις λιγουροκω[τί]λυ[ς ἐνοπῆς. […] λόγια δ' ἐπ πατέρω[ν κοσμείσασα Ϝιδιο[ παρθ[έ]νυσι κατά[ρχομη πο]λλὰ μὲν Καφ[ισὸν ἱών- […]“ | „Mich [hieß] Terpsichore, Schöne alte Weisen singen - Den weißgewandeten Frauen von Tanagra Große Freude hat die Stadt An meiner wasserklaren Stimme. […] Sagen, stammend aus Väterzeit, Auszuschmücken mit eigner Kunst Hebe ich nun für die Mädchen an. Oft schon sang ich dem Kephisos Lied um Lied […]“ |

## Beschreibung, Bedeutung und Fertigung

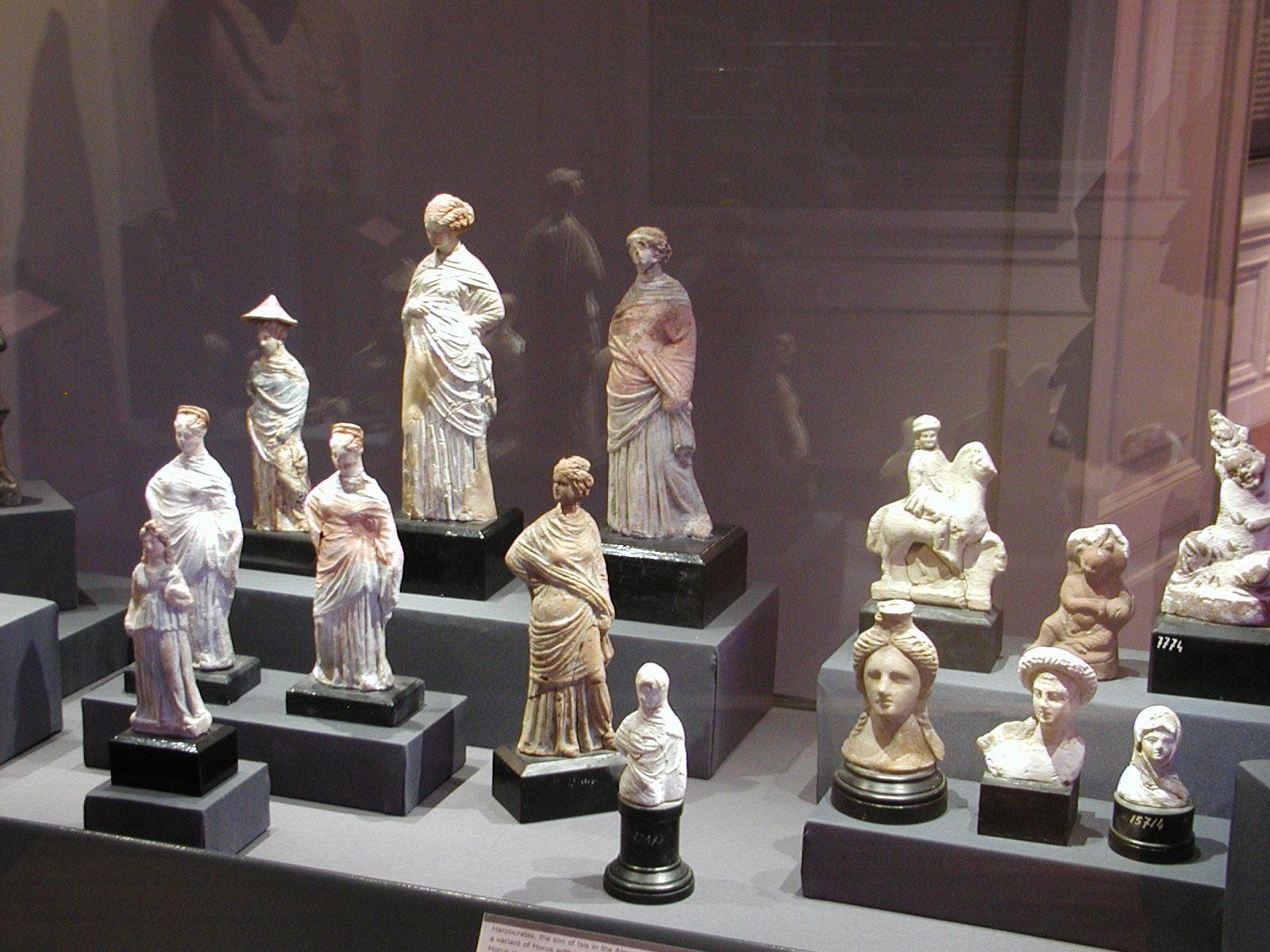
Sammlung verschiedener Tanagra-Figuren im Griechisch-Römischen Museum zu Alexandria

Die kleinen Terrakottafiguren stellen fast ausnahmslos vornehme Frauen dar, die dem Schönheitsideal und der Mode der damaligen Zeit entsprachen. Die Gewänder mit zum Teil prächtigem Faltenwurf sind elegant und oft eng um den Körper geschlungen, die Haartracht ist, wenn auch zuweilen verhüllt, aristokratisch und aufwendig frisiert. Die Accessoires – beispielsweise wertvolle Ohrringe oder Fächer, auch Spitzhüte – vervollständigen den Eindruck. Es gab auch einige wenige Götterfiguren unter ihnen, wie zum Beispiel Aphrodite.
Man weiß heute nicht, wieso gerade in Tanagra so früh in der Geschichte solche, gemessen an den dortigen Lebensverhältnissen, untypische Figuren geschaffen wurden. In dem kleinen, eher ländlichen Ort waren die Einwohnerinnen sicherlich wesentlich schlichter gekleidet und frisiert als die urbanen Damen Athens oder später auch Alexandrias. Es würde den Ruf der Böotier, wenig kunstfreundlich und stets anti-athenisch gewesen zu sein, in ein neues Licht rücken.
Da sie ursprünglich als Grabbeigabe besonders frühverstorbener Frauen gedacht waren, wird vermutet, dass jede Figur als ein Ideal- oder Wunschbild einer vollkommenen Frau – schön, weise und in den Künsten begabt – fungierte und der Toten auch in der Unterwelt beistehen sollte. Auch die Möglichkeit einer Votivgabe wird in Betracht gezogen. In der griechischen Welt war die Göttin Aphrodite das weibliche Schönheitsideal, die neun Musen das Bildungsmaß für Musik, Wissenschaft, Rhetorik, Bildhauerei, Malerei, Kalligraphie und die reichen, aristokratischen Athenerinnen das Modemaß für Aussehen, Haartracht und Kleidung. Auch den lebenden Damen, besonders in Athen, dienten die Figuren als Talismane und Glücksbringer, die sie stets in ihrer Nähe hatten. Verlust und Zerstörung galten als Unglück. Sie bekamen sie als Kind überreicht und hatten sie bis ins Grab als Begleiter.
Die Fertigung der Tanagra-Figuren geschah professionell und quasi industriell nach vom Künstler (altgriechisch κοροπλάστης - Puppenformer) vorgefertigten Gießformen aus Holz, unter Umständen nach lebenden Vorbildern. Wie bei Großfiguren (vergleiche die chinesische Terrakottaarmee) wurde der Kopf separat angefertigt und gebrannt, später auf den fertigen Körper aufgesetzt und mit Ton verklebt. In einigen Fällen wurden auch vom Körper abstehende Arme einzeln gebrannt. Durch eine meist rechteckige kleine Rückenöffnung entwichen die Brandgase aus dem hohlen Innern der geschlossenen Figur, was das Zerspringen oder Reißen des Kunstwerks durch die sich ausdehnende heiße Luft verhindern sollte. Nach dem Abkühlen erhielten die Figuren einen weißen Grundierüberzug, der nach dem Trocknen ihre kunstvolle Bemalung ermöglichte. Bei manchen Figuren hatte gerade diese Grundierung ein Abblättern großer Farbpartien zur Folge. Die Pigmentfarben haben in vielen Fällen die Zeiten überdauert und strahlen nach entsprechender Behandlung der Funde in beinahe altem Glanz. Einige große Museen wie der Pariser Louvre, das Britische Museum in London, die Antikensammlung Berlin, die Eremitage in Sankt Petersburg, das Griechisch-Römische Museum zu Alexandria und das Kunsthistorische Museum Wien stellen etliche der Figuren aus.

## Rezeption

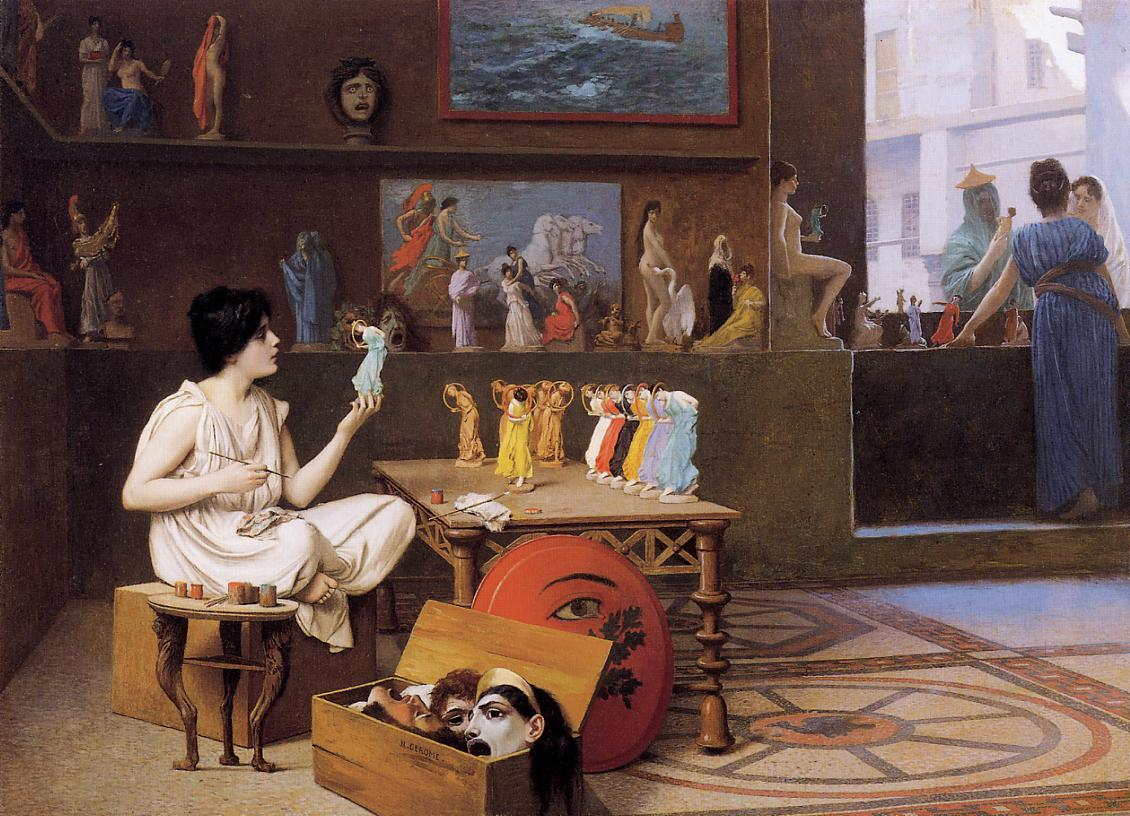
Darstellung eines Tanagra-Malateliers durch Jean-Léon Gérôme, um 1893. Die identischen Figuren auf dem Tisch verdeutlichen die serielle Fertigung. Die große Statue links vom Fenster ist ein Abbild der Tanagra von 1890.

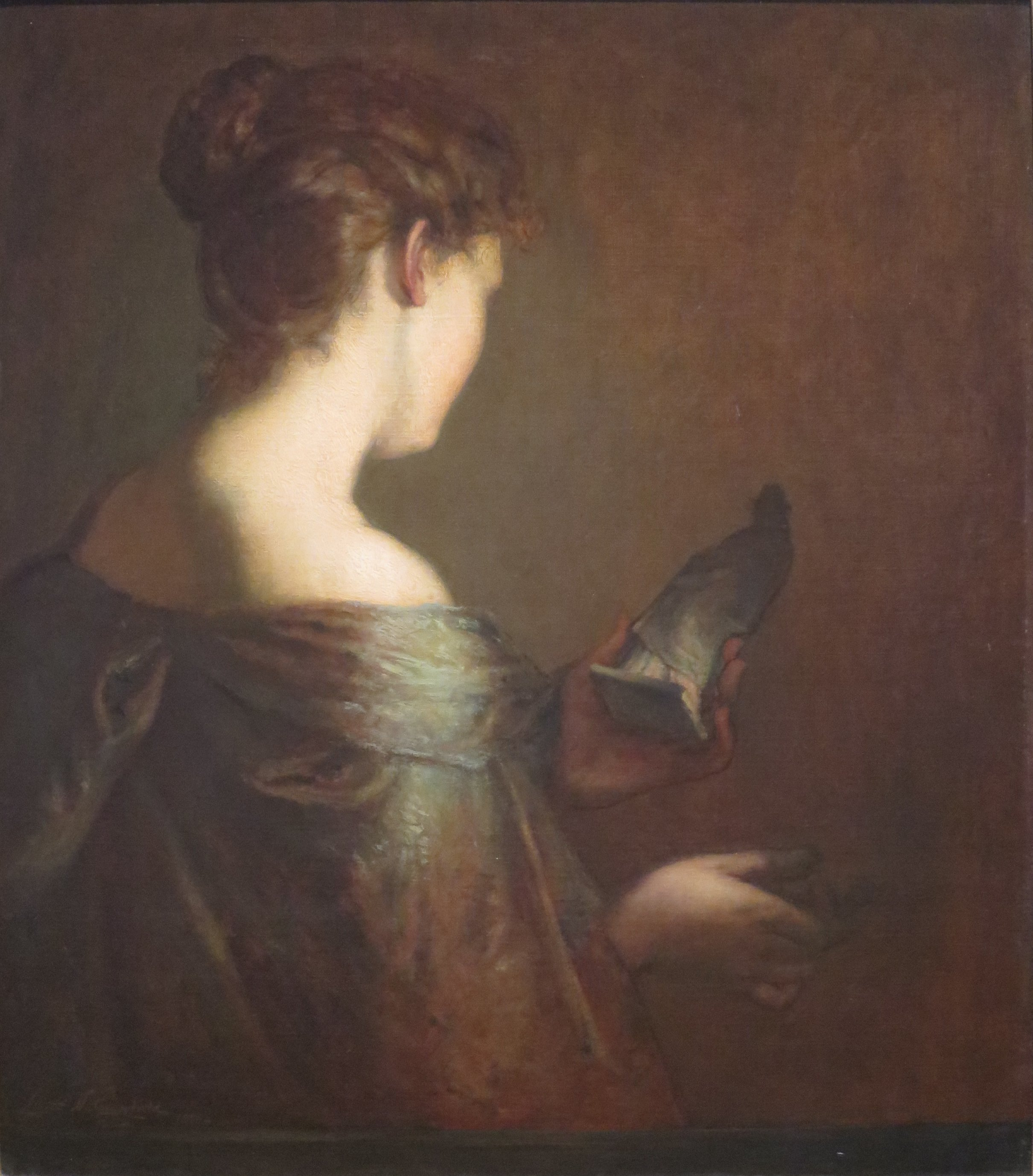
Elliott Daingerfield: Tanagra (1901)

Der Dichter Rainer Maria Rilke setzte den Figuren ein dichterisches Denkmal, indem er die Schönheit der kleinen Terrakotten in seinem 1906 in Paris geschriebenen Gedicht Tanagra pries. Auch in Oscar Wildes Werk findet sich der Begriff. Die Hauptfigur Mabel Chiltern in Ein idealer Gatte verglich er mit einer „Tanagra statuette“. Im Spätwerk des französischen Künstlers Jean-Léon Gérôme erscheint das „Tanagra-Motiv“ mehrmals. Sein lebensgroßer Marmorakt Tanagra war eine der Sensationen am Pariser Salon von 1890. Die höchst detailliert ausgeführte Personifikation der antiken Stadt hält auf der ausgestreckten linken Handfläche eine Terrakotta-Figur; neben dem Podest, auf dem sie sitzt, ist als Hinweis auf den archäologischen Zusammenhang eine Spitzhacke und eine halb aus dem Erdboden herausragende Tanagra-Statue zu sehen. In den 1890er Jahren stellte sich Gérôme in einem Selbstporträt bei der Arbeit an dieser Skulptur dar, zwei weitere Bilder zeigen seine Vorstellung eines antiken Tanagra-Ateliers, worin die Figuren ihre farbige Bemalung erhielten und über die Ladentheke an die Kundschaft weiterverkauft wurden. Überhaupt sprachen die zierlichen und lebhaft polychromen antiken Figuren den verfeinerten Kunstgeschmack des Fin de siècle an, und die starke Konkurrenz unter den Museen und Privatsammlern führte zur Nachschöpfung, aber auch Herstellung von Fälschungen. Von 1881 bis 1886 bot die Kunsthandlung Fritz Gurlitt eine ganze Reihe von Nachbildungen aus bemaltem Terrakotta an. „Von den 47 von Gurlitt reproduzierten Typen können nach derzeitigem Stand maximal 16, also ein Drittel, als antik bewertet werden. 27 sind sicher moderne Schöpfungen, ein kleiner Rest ist schwer zu beurteilen.“
1891 griff Gustav Klimt in seinem Interkolumnium-Bild Mädchen von Tanagra das Thema der Tangra-Figurien als Teil von Griechische Antike und Aegypten für die Innenausstattung des Kunsthistorischen Museums in Wien auf. 1901 malte Elliott Daingerfield das Ölbild Tanagra.